# Europastudier
Europastudier er studiet om europæiske forhold såsom politik, jura, kultur, geografi, demografi, sikkerhed og historie. Man beskæftiger sig således med videnskaber fra statskundskab, jura, europæisk økonomi, antropologi, sociologi og etnologi samt historie.
I Danmark kan Europastudier læses som en 2-årig kandidatuddannelse på Aarhus Universitet, hvor man ved endt uddannelsen kan arbejde i EU med dennes institutionelle rammer, diplomati og internationale relationer, på nationale såvel som internationale ambassader, i offentligretlige institutioner på kommunal, regional, national og international plan, i tænketanke og NGO'er samt indenfor konsulentbranchen med fokus på EU- og Europaforhold.
 Der er for få eller ingen kildehenvisninger i denne artikel, hvilket er et problem. Du kan hjælpe ved at angive troværdige kilder til de påstande, som fremføres i artiklen.